# Ora vado
Ora vado è un singolo del produttore discografico italiano Zollo, in collaborazione con il rapper italiano Pretty Solero e con la cantautrice italiana Lil Jolie, pubblicato il 30 aprile 2020 come primo estratto dal primo album in studio Spermatozollo.

## Descrizione
Il brano, scritto dagli stessi Pretty Solero e Lil Jolie, è prodotto dallo stesso Zollo.

## Tracce
Testi di Angela Ciancio e Sean Michael Loria, musiche di Carlo Zollo, Angela Ciancio e Sean Michael Loria.
1. Ora vado (feat. Pretty Solero e Lil Jolie) – 3:05